# 阿尔泰蓍
阿尔泰蓍（学名：[Achillea ledebourii] 错误：{{Lang}}：文本有斜体标记（帮助））为菊科蓍属的植物。分布在俄罗斯以及中国大陆的新疆等地，生长于海拔2,200米至2,500米的地区，多生在林下，目前尚未由人工引种栽培。